# Aqua Teen Hunger Force
Aqua Teen Hunger Force (ATHF) ist eine US-amerikanische Zeichentrickserie, die von 2000 bis 2015 in elf Staffeln und 139 Folgen vom Kabelsender Adult Swim ausgestrahlt wurde. Die etwa 11 Minuten langen Episoden erzählen meist bizarre, surreale, und oft morbide Geschichten, die keinem größeren Handlungsbogen folgen.

## Charaktere
Die namensgebenden Hauptcharaktere sind drei anthropomorphe Fast-Food-Nahrungsmittel: Master Shake, ein Milchshake-Becher mit Deckel und Trinkhalm, Frylock, eine schwebende, bärtige Tüte Pommes frites, und Meatwad, ein rollender Fleischkloß. Diese bewohnen zusammen ein Haus in einer heruntergekommenen, suburbanen Gegend New Jerseys. Meatwad ist gutmütig, aber naiv. Frylock ist der Intellektuelle des Trios und versucht meist den von den anderen verursachten Schaden zu begrenzen. Shake hat einen egoistischen, oft brutalen Charakter und fällt seinen Freunden bei jeder Gelegenheit in den Rücken. Konsequenterweise ist deren Bedauern gering, wenn er selbstverschuldet getötet wird, was in mehreren Episoden passiert.
Ebenfalls kommt in praktisch jeder Folge der Nachbar der Aqua Teens vor, Carl Brutananadilewski, ein bildungsferner, allein lebender Mann mittleren Alters, der meist mit Unterhemd, Trainingshose und Goldkette bekleidet ist.

## Produktion und Veröffentlichung
Die Serie wurde vom Studio Williams Street produziert und von Radical Axis animiert. Regie führten David Willis und Matt Maiellaro. Der Titelsong sowie gesprochene Kommentare stammen vom Rapper Schoolly D.
Vom 30. Dezember 2000 bis zum 30. August 2015 wurde die Serie in den USA von adult swim ausgestrahlt. Am 19. Oktober 2002 begann die Ausstrahlung in Großbritannien. 
In Deutschland wurden bisher nur zehn Folgen synchronisiert. Es wurden die ersten sieben Folgen der ersten Staffel, die 24. Folge der zweiten Staffel sowie die erste und dreizehnte Folge der dritten Staffel synchronisiert. Sat.1 Comedy zeigte die Serie ab dem 5. Dezember 2007 erstmals auf Deutsch. Von 2009 bis 2011 wurde die deutsche Fassung von TNT Serie ausgestrahlt. Vom 14. Februar bis zum 6. September 2014 wurde die Serie im Free-TV auf VIVA Deutschland gesendet.

## Synchronisation
Die deutsche Synchronisation wurde 2007 von TV+Synchron in Berlin hergestellt.
| Charakter                | Originalsprecher       | Deutscher Sprecher |
| ------------------------ | ---------------------- | ------------------ |
| Master Shake             | Dana Snyder            | Michael Iwannek    |
| Fritlock                 | Carey Means            | Erich Räuker       |
| Fleischklops             | Dave Willis            | Santiago Ziesmer   |
| Carl Brutananadilewski   | Dave Willis            | Gerald Paradies    |
| Dr. Seltsam              | C. Martin Croker       | Jan Spitzer        |
| Ignignokt                | Dave Willis            | Michael Pan        |
| Err                      | Matt Maiellaro         | Julien Haggège     |
| Off-Sprecher/Kommentator | Schoolly D (1.01–4.07) | Jan-David Rönfeldt |

## Auszeichnungen
Aqua Teen Hunger Force wurde 2007, 2008 und 2009 für den Teen Choice Award nominiert. 2013 wurde die Serie für ein Annie Award nominiert.